# Harry Potter-fandom
Harry Potter-fandom är en stor internationell och informell gemenskap som har J.K. Rowlings bokserie om Harry Potter som gemensamt intresse. Fandomen uttrycks i en stor mängd medier, till exempel på fan-sajter, fanfiction, podcasts, fan art, videor och en egen musikgenre. Harry Potter-fanfiction, det vill säga berättelser baserade på serien men skrivna av fans, är den fanfiction som det söks mest på internet, till och med mer än Star Trek. Men fandom visar sig inte bara på internet, utan även på konvent och releasepartyn för böckerna och filmerna. De fyra senaste böckerna har varit så efterlängtade att avsevärda säkerhetsåtgärder vidtagits inför releaserna för att se till att ingen bok köps innan det faktiska releasedatumet. När fandomen studerats har det visat sig att det är både barn och vuxna som deltar, trots att böckerna ursprungligen (enligt förlaget) riktade sig till barn mellan nio och tolv år.

## Pottermania

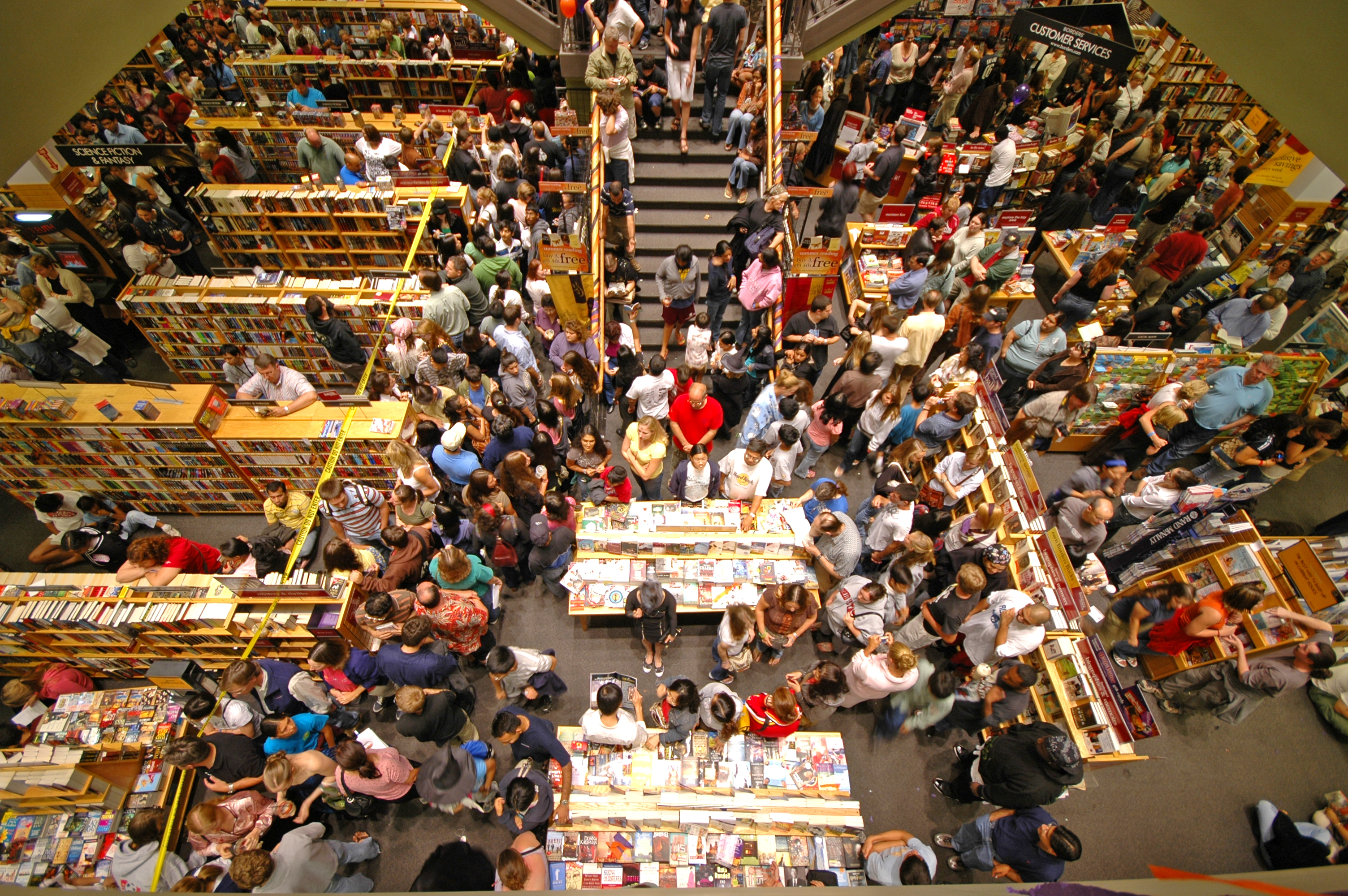
Fans köar i en bokhandel i väntan på den sjunde boken, Harry Potter och dödsrelikerna.

"Pottermania" (jämför Beatlesmani) är en informell term som började användas ungefär 1999 för att beskriva den mani som började drabba Harry Potter-fansen vid den tiden. Vid boksläppet för var och en av de sista fyra böckerna höll fans midnattsfester på bokhandlar som höll nattöppet för att kunna börja sälja böckerna klockan 00.01 på releasedatumet. 2005 listade Entertainment Weekly festen som hölls inför releasen av Harry Potter och den flammande bägaren som ett av "Entertainment’s Top Moments" (på svenska ungefär "underhållningens främsta ögonblick") under de senaste 25 åren.
De fyra sista böckerna släpptes mitt i sommaren, vilket gjorde att barn som var på sommarläger varken kunde gå på releasepartyna eller få tillgång till böckerna i samband med att de släpptes. Inför den sista boken, Harry Potter och dödsrelikerna, såg en del lägerledare till att antingen beställa hem ett stort antal böcker eller anordna utflykter till bokhandlar för att barnen skulle få tillgång till böckerna samtidigt som resten av världen.
I april 2007 anordnade internetbokhandeln Amazon.com en tävling för USA:s städer, där den stad som förhandsbeställde flest exemplar av Harry Potter och dödsrelikerna skulle vinna ett presentkort på 5000 dollar, vilket skulle doneras till ett i företagets tycke välgörande ändamål för staden. Falls Church i Virginia låg etta när tävlingen stängdes den 15 juli 2007.

### Säkerhetsåtgärder och statistik
En bokförsäljare i Maine berättar att hon var tvungen att skriva under på att hon inte skulle öppna lådorna med Harry Potter och Halvblodsprinsen förrän den officiella releasen vid midnatt, och att hon skulle täcka över lådorna med filtar i lagerrummet så att ingen skulle se dem. Inför releasen av Harry Potter och dödsrelikerna vidtogs extra säkerhetsåtgärder genom att begränsa antalet bibliotekarier som hanterade böckerna innan releasen. De bibliotek som inte rättade sig efter avtalet de anställda var tvungna att skriva under, kunde riskera sin framtida tillgång till andra titlar från förlaget. Inför releasen av den sista boken rapporterade BBC att en del bokhandlar och bibliotek kunde ha frestats att bryta handelsförbudet, eftersom det inte skulle komma några fler Harry Potter-böcker som de kunde förbjudas att sälja.
Vid lanseringen av Harry Potter och den flammande bägaren användes 9 000 FedEx-lastbilar enbart för att leverera böckerna. Amazon.com och Barnes & Noble (en av USA:s största bokhandlar) förhandssålde tillsammans mer än 700 000 exemplar av boken. I USA tillverkades 3,8 miljoner exemplar av boken i första tryckningen. Detta rekord slogs av Harry Potter och Fenixorden, med 8,5 miljoner i första tryckningen, och detta slogs i sin tur av Harry Potter och Halvblodsprinsen som trycktes i 10,8 miljoner exemplar. Halvblodsprinsen sålde 6,9 miljoner exemplar i USA under de första 24 timmarna efter releasen och mer än två miljoner i Storbritannien. I den första tryckningen av Dödsrelikerna gjordes 12 miljoner exemplar, och över en miljon förhandsbeställdes genom Amazon.com och Barnes & Noble.

### Kulturpåverkan
Dr. Howard J. Bennett myntade termen "Hogwarts headache" ("Hogwarts-huvudvärk") i ett brev till New England Journal of Medicine kort efter att Harry Potter och Fenixorden, med sina 768 (på svenska 1001 sidor) sidor, den längsta boken i serien, släpptes. Han beskrev det som ett lindrigt tillstånd av spänningshuvudvärk, ibland åtföljd av nack- och handledssmärtor, orsakat av ohälsosamt långa perioder av Harry Potter-läsande. Symptomen försvann av sig själva inom ett par dagar efter att boken lästs färdigt. Hans ordination, att ta pauser i läsandet, förkastades av två av patienterna på vilka han upptäckt symptomen. Å andra sidan upptäckte forskare i Oxford att antalet barn som kom in till stadens akutmottagningar med traumatiska skador sjönk märkbart under helgerna då Fenixorden och Halvblodsprinsen släpptes.
Harry Potter-manin parodieras i Lauren Weisbergers roman Djävulen bär Prada från 2003 samt i filmversionen av denna från 2006. Protagonisten Andrea Sachs beordras att skaffa fram två exemplar av nästa avsnitt av serien till sin chefs tvillingar så fort de publiceras (innan de publiceras i filmversionen), för att skicka dem i ett privatflyg till Frankrike där tvillingarna och deras mor tillbringar semestern.

## Webbplatser
Det finns många Harry Potter-sajter skapade av fans på internet, de äldsta från 1997 eller 1998. J.K. Rowling har ett öppet förhållande till sina fans, och sedan 2004 delar hon med jämna mellanrum ut pris till olika fansajter på sin officiella webbplats. Den första sajten som fick priset var Immeritus, en sajt som till största delen ägnas åt Sirius Black. Om den skrev Rowling: "I am so proud of the fact that a character, whom I always liked very much, though he never appeared as much more than a brooding presence in the books, has gained a passionate fan-club." Samma år fick även fyra andra webbplatser priset. Den första var Godric's Hollow. Sajtens domännamn är upptaget av annonsörer och innehållet borta, och det finns inget på Rowlings egen webbplats som visar att Godric's Hollow någonsin fått priset. Nästa sajt var Harry Potter Lexicon, en online-encyklopedi som Rowling erkänt att hon besökt när hon skrivit utanför hemmet, hellre än att köpa ett exemplar av sin egen bok i affären. Hon kallade sajten "for the dangerously obsessive; my natural home." Den tredje som fick pris efter Imeritus var MuggleNet, en sajt som presenterar de senaste nyheterna i Harry Potter-världen tillsammans med ledare, forum och en podcast. När Rowling delade ut priset skrev hon: "It’s high time I paid homage to the mighty MuggleNet", och listade alla de inslag hon gillade, inklusive "the pretty-much-exhaustive information on all books and films". Den sista webbplatsen som fick priset 2004 var HPANA, den första fansajten Rowling någonsin besökt, i hennes tycke "faster off the mark with Harry Potter news than any other site" som Rowling vet och "fantastiskt användarvänlig".
År 2005 var det bara The Leaky Cauldron som fick priset. Med Rowling egna ord är det "den sämst bevarade hemligheten på denna webbplats att jag är en stor fan av The Leaky Cauldron", och hon kallar den en "underbart väldesignad gruva av korrekt information om allt som har med Harry Potter att göra". Vid ett annat tillfälle har Rowling kallat The Leaky Cauldron sin favoritfansajt. 2006 var den brasilianska webbplatsen Potterish den enda som fick priset, med erkännande av dess "stil, Potter-expertis och ansvarskännande rapportering". Det är den enda icke-engelskspråkiga sajt som fått priset hittills. 2007 fick Harry Potter fan zone priset och det är de som har det för tillfället. Rowling betonade de insiktsfulla ledarna.
En gång försökte Warner Bros, som äger rättigheterna till Harry Potter, stänga fansajterna. Detta mindre framgångsrika försök ledde till slut till att Warner Bros bjöd in webmastrarna till några av de största webbplatserna till filmpremiärer på grund av deras nära koppling till fansen. Warner Bros ledare har erkänt att många fans är besvikna över att vissa delar av böckerna har utelämnats i filmerna, och känner att det är viktigt att fansajterna får vara med i processen.
Dessa fansajter innehåller nyheter om bokvärlden, filmerna och skådespelarna i filmerna, forum, bildgallerier och videor. Vissa sajter har tusentals fanart-bilder, inlagda av en stor mängd konstnärer, ofta i form av tävlingar. Det är också vanligt att hitta sajter (eller helt enkelt Youtube-medlemssidor) inriktade på fanvideor, som vanligen är i form av musikvideor, ibland med anime-animationer.

## Wizard Rock

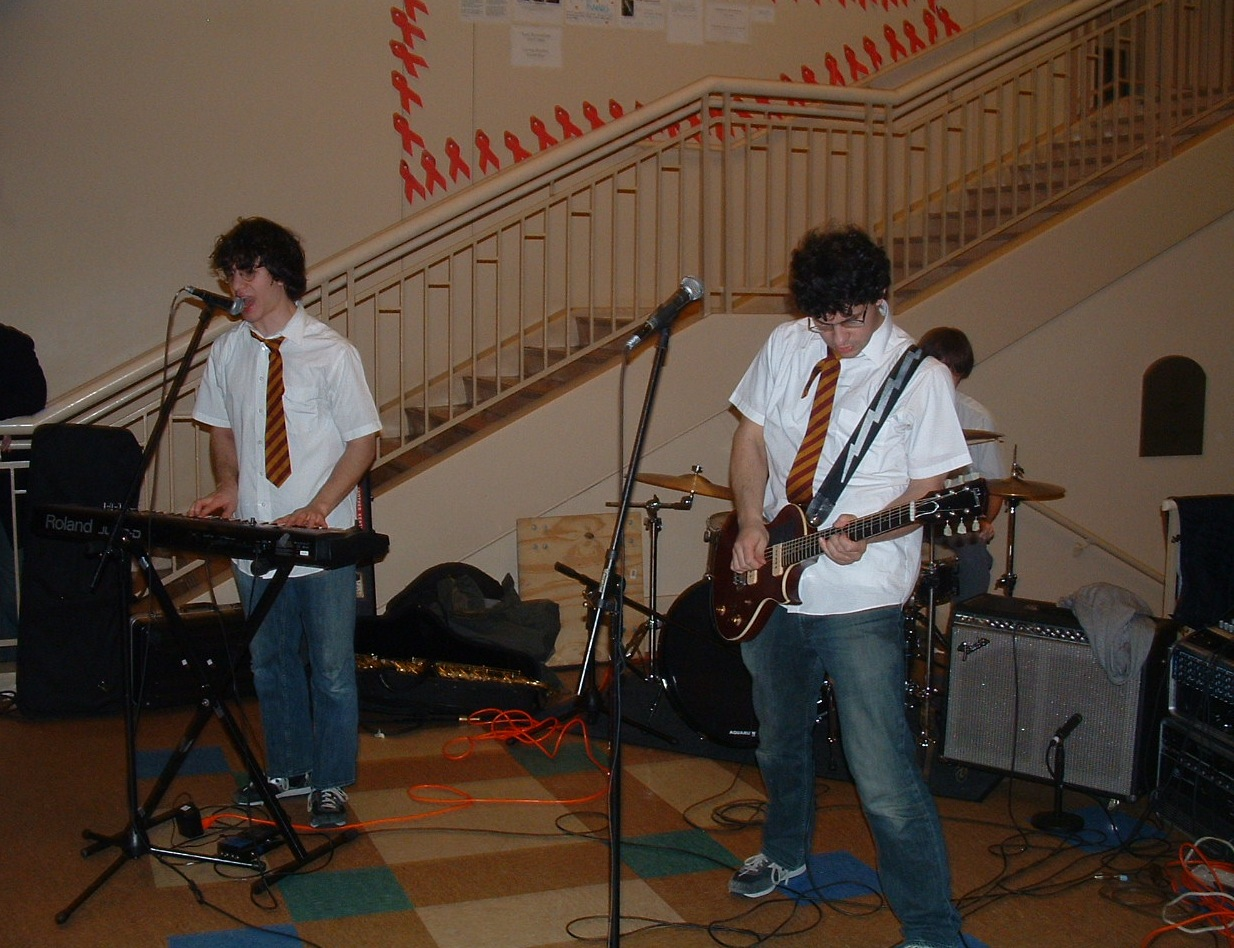
Harry and the Potters.

Wizard Rock, Wrock, är en musikgenre där låtarnas texter är inspirerade av Harry Potter-böckerna. Kända band är Harry and the Potters, Draco and the Malfoys, The Parselmouths, The Moaning Myrtles, Ministry of Magic, The Remus Lupins, The Whomping Willows, Ginny and the Heartbreakers, Gred and Forge and The Butterbeer Experience.
Även svenska Wizard Rock-band har uppstått nu på senare tid. De mest kända banden är bland annat Solitary Snape, The Swedish Shortsnouts, Proper Use of a Rubber Duck, Slytherin Sweethearts, Pussycat Dolores, Snape it 'til you make it, Nevilles and the Trevor, Dödsrelikerna och Halfblood Princess.

## Fangrupper
I Sverige har det på flera ställen i landet bildats flera olika mer eller mindre formella grupper av Harry Potter-fans.. I Uppsala finns en förening kallad Uppsala Slug Club. Namnet kommer av Snigelklubben (eng. Slug Club) vilket inom böckerna är en klubb för särskilt utvalda elever på Hogwarts. Föreningen bildades 2005 och har ca 60 medlemmar i alla åldrar. De har gjort sig kända i lokalmedia när de bland annat köat inför släpp av böcker, firat Harry Potters födelsedag eller på skärtorsdagen gått i demonstrationståg mot Blåkulla.